# Children of the Grave
"Children of the grave" es una canción de la banda de heavy metal británica Black Sabbath de 1971, de su álbum Master of Reality. Se incluyó en varios discos en vivo y de grandes éxitos, y fue interpretada tanto por Black Sabbath como por Ozzy Osbourne en su carrera solista.

## Versiones
- El grupo estadounidense, White Zombie interpretó el tema en el disco tributo Nativity in Black de 1994. Fue el primer trabajo del grupo con el productor Terry Date, y el último con el batería Phil Buerstatte. En partes de la canción se recita en off la frase "In Los Angeles, 1969, they shot, stabbed, and bludgeoned nine people to death committing one of the most heinous crimes in history", referenciando asesinatos cometidos por Charles Manson.

- Otros artistas que han interpretado la canción son Nepal, Jet Set Satellite, Racer X, Paul Gillman, Grave Digger, Earth Crisis, Tarot, Havok y Lamb of God.